# Governo Boselli
Il governo Boselli è stato il cinquantunesimo esecutivo del Regno d'Italia, guidato da Paolo Boselli.  
Esso, nato in seguito alle dimissioni del governo precedente, è stato in carica dal 18 giugno 1916 al 29 ottobre 1917 (sebbene già dimissionario dal precedente 26 ottobre), per un totale di 496 giorni, ovvero 1 anno, 4 mesi e 9 giorni.
Essendo stato un governo di unità nazionale (che per giunta dovette per primo affrontare oltre alle tematiche inerenti alla guerra anche la diffusione dell’Influenza spagnola), esso vide, per la prima volta, anche la partecipazione al governo di una parte dei socialisti (Partito Socialista Riformista Italiano - PSRI), sebbene il Partito Socialista Italiano (PSI) ne rimase, per il momento, fuori.
In questo governo furono istituiti per via di necessità belliche e politiche, tramite regio decreto, una serie di ministeri e commissariati generali. Nello specifico:
- Con R.D. del 22 giugno 1916 n. 755, il "Ministero dell'Industria, del Commercio e del Lavoro", scorporato dal Ministero dell'agricoltura, dell'industria e del commercio (divenuto solo "Ministero dell'Agricoltura";
- Con R.D. del 22 giugno 1916 n. 756, il "Ministero dei Trasporti Marittimi e Ferroviari";
- Con R.D. del 16 giugno 1917 n. 980, il "Ministero delle Armi e delle Munizioni";
- Con R.D. del 16 gennaio 1917 n. 76, il "Commissariato generale dei consumi alimentari", poi divenuto con R.D. del 17 giugno 1917, n. 978, il "Commissariato generale dell'approvvigionamento e dei consumi alimentari", per essere infine incorporato, con R.D. del 7 ottobre 1917, n. 1606 nel "Ministero dell'Interno";
- Con R.D. del 2 febbraio 1917 n. 113, il "Commissariato generale dei carboni", poi incorporato con R.D. del 16 giugno 1917, n. 979 nel "Ministero dei Trasporti Marittimi e Ferroviari";
- Con R.D. del 5 agosto 1917 n. 1215, il "Commissariato generale dei combustibili nazionali".

## Compagine di governo

### Appartenenza politica
| Partito | Partito                                | Presidente | Ministri | Commissari | Sottosegretari | Totale |
| ------- | -------------------------------------- | ---------- | -------- | ---------- | -------------- | ------ |
|         | Unione Liberale (Italia)               | 1          | 14       | -          | 10             | 23     |
|         | Militare                               | -          | 3        | 1          | 3              | 7      |
|         | Partito Socialista Riformista Italiano | -          | 3        | -          | 2              | 5      |
|         | Partito Radicale Italiano              | -          | 2        | 1          | 2              | 5      |
|         | Indipendente (politica)                | -          | 1        | 1          | 1              | 3      |
|         | Partito Repubblicano Italiano          | -          | 1        | -          | -              | 1      |

Con l’appoggio esterno di unità nazionale di Partito Democratico Costituzionale Italiano, Unione elettorale cattolica italiana, Partito Democratico, Radicali dissenzienti,  Cattolici Conservatori, Repubblicani dissenzienti e Associazione Nazionalista Italiana.

### Provenienza geografica
| Regione        | Presidente | Ministri | Totale |
| -------------- | ---------- | -------- | ------ |
| Liguria        | 1          | -        | 1      |
| Lombardia      | -          | 5        | 5      |
| Emilia-Romagna | -          | 4        | 4      |
| Piemonte       | -          | 4        | 4      |
| Campania       | -          | 3        | 3      |
| Calabria       | -          | 3        | 3      |
| Toscana        | -          | 2        | 2      |
| Sicilia        | -          | 1        | 1      |
| Lazio          | -          | 1        | 1      |

### Situazione parlamentare
NOTA: Nonostante ormai le dinamiche parlamentari sulla fiducia (che venivano spesso attuate indirettamente e tramite vari ordini del giorno), avevano ormai portato ad una prassi di forte rilevanza stratificata e abbastanza consolidata dell’organo legislativo e della Monarchia parlamentare, con un’evidente evoluzione in senso democratico della responsabilità politica, essa fu ciononostante solo una convenzione costituzionale. Ufficialmente infatti, ai tempi del Regno d'Italia, poiché secondo lo Statuto Albertino il governo rispondeva concretamente al solo Re (il quale, dando egli stesso una prima fiducia al governo, aveva il potere di far resistere l’esecutivo ad un voto della Camera dei deputati, come alcune volte fece), il rapporto con il Parlamento in senso moderno non era pienamente obbligatorio (ed in tal senso vari sono stati i casi di formazione o sopravvivenza di un governo palesemente privo di tale supporto), pur diventato oramai fondamentale (e più affine alla forma moderna solo successivamente, specie con l’ascesa dei partiti di massa e con l’introduzione del sistema proporzionale). Per questo motivo, il grafico sottostante espone, secondo ricostruzioni e dichiarazioni, nonché secondo la composizione del governo ed anche secondo il voto effettivamente subìto, il supporto che questo ha ottenuto a fini puramente enciclopedici e storici, tenendo conto della facile mutevolezza delle forze politiche e del contesto storico-politico.
Al momento della sua formazione, il 18 giugno 1916:
| Camera              | Collocazione     | Partiti                                                                 | Seggi     |
| ------------------- | ---------------- | ----------------------------------------------------------------------- | --------- |
| Camera dei deputati | Maggioranza      | UL (265), PR (62), PSRI (19), PRI (8)                                   | 354 / 508 |
| Camera dei deputati | Appoggio esterno | PDCI (29), UECI (20), PD (11), RAD-D. (11), CC (9), REP-D. (9), ANI (5) | 94 / 508  |
| Camera dei deputati | Opposizione      | PSI (52), SOC-IND (8)                                                   | 60 / 508  |

Al momento della sua caduta, il 25 ottobre 1917:
| Camera              | Collocazione | Partiti | Seggi     |
| ------------------- | ------------ | --- | --------- |
| Camera dei deputati | Maggioranza  | UL (96) | 96 / 508  |
| Camera dei deputati | Astensione   | ANI (5) | 5 / 508   |
| Camera dei deputati | Opposizione  | UL-D. (76), PR (62), PSI (52), PDCI (29), UECI (20), PSRI (19), PD (11), RAD-D. (11), CC (9), REP-D. (9), PRI (8), SOC-IND (8) | 314 / 508 |
| Camera dei deputati | Non votanti  | UL-D. (93) | 93 / 508  |

## Composizione
| Carica                                                          | Titolare                                                          | Titolare                                                                            | Titolare                                                           | Sottosegretari |
| Presidenza del Consiglio dei ministri                           | Presidenza del Consiglio dei ministri                             | Presidenza del Consiglio dei ministri                                               | Presidenza del Consiglio dei ministri                              | Sottosegretario di Stato alla Presidenza del Consiglio                                                                                               |
| --------------------------------------------------------------- | ----------------------------------------------------------------- | ----------------------------------------------------------------------------------- | ------------------------------------------------------------------ | --- |
| Presidente del Consiglio dei ministri                           |                                                                   |                                                                                     | Paolo Boselli (UL)                                                 | Carica non assegnata |
| Ministri senza portafoglio                                      | Ministri senza portafoglio                                        | Ministri senza portafoglio                                                          | Ministri senza portafoglio                                         | Sottosegretario |
| Ministri senza portafoglio                                      |                                                                   |                                                                                     | Enrico Arlotta (UL) (dal 19 al 22 giugno 1916; dal 16 giugno 1917) | Carica non assegnata |
| Ministri senza portafoglio                                      |                                                                   | Vittorio Scialoja (UL)                                                              |                                                                    | Carica non assegnata |
| Ministri senza portafoglio                                      |                                                                   | Leonardo Bianchi (UL)                                                               |                                                                    | Carica non assegnata |
| Ministri senza portafoglio                                      |                                                                   | Leonida Bissolati Bergamaschi (PSRI)                                                |                                                                    | Carica non assegnata |
| Ministri senza portafoglio                                      |                                                                   | Giuseppe de Nava (UL) (fino al 22 giugno 1916)                                      |                                                                    | Carica non assegnata |
| Ministri senza portafoglio                                      |                                                                   | Ubaldo Comandini (PRI)                                                              |                                                                    | Carica non assegnata |
| Ministri senza portafoglio                                      |                                                                   | Giovanni Raineri (UL) (fino al 22 giugno 1916)                                      |                                                                    | Carica non assegnata |
| Ministero                                                       | Ministri                                                          | Ministri                                                                            | Ministri                                                           | Sottosegretario |
| Affari Esteri                                                   |                                                                   |                                                                                     | Sidney Sonnino (UL)                                                | Luigi Borsarelli di Rifreddo |
| Interno                                                         |                                                                   |                                                                                     | Vittorio Emanuele Orlando (UL)                                     | - Giacomo Bonicelli (fino all'8 ottobre 1917) - Vittorio Luigi Alfieri (dal 9 ottobre 1917)                                                          |
| Agricoltura (istituito)                                         |                                                                   |                                                                                     | Giovanni Raineri (UL) (dal 22 giugno 1916)                         | - Giuseppe Canepa (fino al 16 giugno 1917) - Mario Cermenati (dal 14 ottobre 1917)                                                                   |
| Industria, Commercio e Lavoro (istituito)                       |                                                                   |                                                                                     | Giuseppe de Nava (UL) (dal 22 giugno 1916)                         | Elio Morpurgo |
| Colonie                                                         |                                                                   |                                                                                     | Gaspare Colosimo (UL)                                              | Piero Foscari |
| Finanze                                                         |                                                                   |                                                                                     | Filippo Meda (Indipendente)                                        | - Gualtiero Danieli (fino al 30 marzo 1917) - Giovanni Indri (dal 30 marzo 1917)                                                                     |
| Tesoro                                                          |                                                                   |                                                                                     | Paolo Carcano (UL)                                                 | Ugo Da Como |
| Grazia e Giustizia e Culti                                      |                                                                   |                                                                                     | Ettore Sacchi (PR)                                                 | Rosario Pasqualino Vassallo |
| Trasporti Marittimi e Ferroviari (istituito)                    |                                                                   |                                                                                     | Enrico Arlotta (UL) (fino al 22 aprile 1917)                       | - Ugo Ancona (fino al 20 giugno 1917) - Giacomo Reggio (dal 20 giugno 1917)                                                                          |
| Trasporti Marittimi e Ferroviari (istituito)                    | Ivanoe Bonomi (PSRI) Ad interim (dal 22 aprile al 15 giugno 1917) |                                                                                     |                                                                    | - Ugo Ancona (fino al 20 giugno 1917) - Giacomo Reggio (dal 20 giugno 1917)                                                                          |
| Trasporti Marittimi e Ferroviari (istituito)                    |                                                                   | Riccardo Bianchi (Indipendente) (dal 15 giugno 1917)                                |                                                                    | - Ugo Ancona (fino al 20 giugno 1917) - Giacomo Reggio (dal 20 giugno 1917)                                                                          |
| Guerra                                                          |                                                                   |                                                                                     | Paolo Morrone (Militare) (fino al 14 giugno 1917)                  | - Vittorio Luigi Alfieri (fino al 16 giugno 1917) - Alfredo Dallolio (dal 16 giugno 1917 al 17 giugno 1917) - Umberto Montanari (dal 17 giugno 1917) |
| Guerra                                                          |                                                                   | Gaetano Giardino (Militare) (dal 14 giugno 1917)                                    |                                                                    | - Vittorio Luigi Alfieri (fino al 16 giugno 1917) - Alfredo Dallolio (dal 16 giugno 1917 al 17 giugno 1917) - Umberto Montanari (dal 17 giugno 1917) |
| Lavori Pubblici                                                 |                                                                   |                                                                                     | Ivanoe Bonomi (PSRI)                                               | Roberto De Vito |
| Marina                                                          |                                                                   |                                                                                     | Camillo Corsi (Militare) (fino al 14 giugno 1917)                  | Augusto Battaglieri |
| Marina                                                          |                                                                   | Arturo Triangi di Maderno e Laces (Militare) (dal 15 giugno 1917 al 16 luglio 1917) |                                                                    | Augusto Battaglieri |
| Marina                                                          |                                                                   | Alberto Del Bono (Militare) (dal 17 luglio 1917)                                    |                                                                    | Augusto Battaglieri |
| Poste e Telegrafi                                               |                                                                   |                                                                                     | Luigi Fera (PR)                                                    | Cesare Rossi di Montelera |
| Pubblica Istruzione                                             |                                                                   |                                                                                     | Francesco Ruffini (Indipendente)                                   | Angelo Roth |
| Armi e Munizioni (istituito)                                    |                                                                   |                                                                                     | Alfredo Dallolio (Militare) (dal 17 luglio 1917)                   | - Vittorio Luigi Alfieri (dal 17 luglio 1917 al 12 ottobre 1917) - Paolo Bignami (dal 14 ottobre 1917)                                               |
| Commissari generali                                             |                                                                   |                                                                                     |                                                                    | |
| Carboni (istituito e soppresso)                                 |                                                                   |                                                                                     | Riccardo Bianchi (Indipendente) (dal 2 febbraio al 15 giugno 1917) | Riccardo Bianchi (Indipendente) (dal 2 febbraio al 15 giugno 1917)                                                                                   |
| Combustibili nazionali (istituito)                              |                                                                   |                                                                                     | Roberto De Vito (PR) (dal 5 agosto 1917)                           | Roberto De Vito (PR) (dal 5 agosto 1917) |
| Approvvigionamenti e Consumi alimentari (istituito e soppresso) |                                                                   |                                                                                     | Alfredo Dallolio (Militare) (dal 16 gennaio al 7 ottobre 1917)     | Alfredo Dallolio (Militare) (dal 16 gennaio al 7 ottobre 1917)                                                                                       |

## Cronologia

### 1916
- 18 giugno - Il governo giura dinnanzi al Re.
- 4-17 agosto - Con la Sesta battaglia dell'Isonzo, l’esercito guidato dal gen. Luigi Cadorna conquista Gorizia. Le successive battaglie tuttavia, pur infliggendo danni agli austriaci, saranno vane nel conquistare terreno. La guerra torna di posizione e si basa sempre più sul minare le pendici delle montagne e sulle trincee.
- 27 agosto - L’Italia, nell'ambito della prima guerra mondiale, estende la dichiarazione di guerra alla Germania.[8]

### 1917
- 16 ottobre - Alla riapertura della Camera dei Deputati, il Presidente del Consiglio Boselli comunica un rimpasto, ma poiché non fece dichiarazioni politiche, i socialisti, per il tramite di Claudio Treves, promossero un ordine del giorno per “risolvere la crisi extra-parlamentare”. Esso fu respinto con 228 contrari (51 favorevoli, 15 astenuti, 214 non votanti).
- 17 ottobre - Inizia la discussione sulla domanda di estensione dell’esercizio provvisorio.
- 24 ottobre - Con la linea intorno a Gorizia al collasso, le truppe dell’Impero tedesco vengono in soccorso agli austriaci, portando alla sconfitta di Caporetto ed al ritiro (con l’ordine di fare terra bruciata) oltre il Piave di tutte le tre armate italiane. Poco dopo, dunque, giungono a Montecitorio le notizie relative alla drammatica disfatta, causando un enorme dibattito. Si scoprì, infatti, che non solo l’arretramento era stato enorme, ma anche che, nel mese di preparazione, Cadorna decise di sottovalutare la minaccia.
- 25 ottobre - Sugli strascichi del disastro bellico, la domanda di estensione finanziaria viene minata da discussioni sull’opportunità di mantenere il governo in carica. È dunque proposto un ordine del giorno che unisce i due voti, ma che su volere del Presidente del Consiglio viene svolto per divisione: la prima parte (riguardante la fiducia parlamentare) viene respinta con 314 contrari (96 favorevoli, 5 astenuti, 93 non votanti), mentre la seconda viene approvata. Boselli, dunque, tenuto conto del voto, si reca dal Re per rassegnare le dimissioni. Questi, dopo averle accolte, conferisce l’incarico a Vittorio Emanuele Orlando: oltre alla batosta militare, Paolo Boselli pagava per la fiducia che aveva sempre accordato al generale Luigi Cadorna.[9]
- 29 ottobre - Con il giuramento del nuovo esecutivo, termina ufficialmente l’esperienza di governo.